# Zináparo
Zináparo è una municipalità dello stato di Michoacán, nel Messico centrale, il cui capoluogo è la località omonima.
La municipalità conta 3.247 abitanti (2010) e ha un'estensione di 113,38 km².
Il nome della località significa luogo dell'ossidiana.